# 樊沢
樊 沢（はん たく、742年 - 798年）は、唐代の官僚・軍人。字は安時。本貫は河中府。

## 経歴
大理寺評事の樊詠の子として生まれた。樊沢は河朔で成長し、相衛節度使の薛嵩に見出されて磁州司倉参軍・堯山県令をつとめた。建中元年（780年）、賢良対策科に挙げられ、礼部侍郎の于邵に厚遇された。楊炎と仲が良く、その推薦を受けて補闕となり、都官員外郎をつとめた。樊沢は兵書を読むのを好み、唐の朝廷にその将帥としての才能を求められた。建中3年（782年）、御史中丞を兼ね、吐蕃に対する使節をつとめた。吐蕃の宰相の尚結賛に礼遇された。建中4年（783年）、鳳翔節度使の張鎰に従って吐蕃と清水で会盟し、金部郎中・御史中丞・山南節度行軍司馬に転じた。李希烈が反乱を起こし、普王李誼が行軍元帥となると、樊沢は召し出されて諫議大夫・元帥行軍右司馬となった。徳宗が奉天に避難すると、樊沢は太子右庶子に転じ、御史中丞を兼ね、再び山南東道行軍司馬をつとめた。興元元年（784年）、賈耽に代わって襄州刺史となり、御史大夫を兼ね、山南東道節度観察等使をつとめた。
樊沢は武芸に秀で、諸将と狩猟をおこなうたびに、最も優秀な成果をおさめた。たびたび李希烈の軍と白兵戦をおこない、前後して反乱軍の驍将の張嘉瑜・杜文朝・梁俊之・李克誠・薛翼らを捕らえ降し、唐州・随州を奪回した。李希烈の乱を平定すると、母が死去したため、樊沢は喪に服した。余官はもとのまま、右衛大将軍同正として復帰した。貞元3年（787年）、張伯儀に代わって荊南節度観察等使・江陵尹となり、御史大夫を兼ねた。貞元5年（789年）、検校礼部尚書を加えられた。貞元8年（792年）、襄州節度使の曹王李皋が死去したため、襄州の軍中は混乱に陥った。樊沢は襄・漢での威名が顕著であったことから、再び襄州刺史・山南東道節度使となった。貞元12年（796年）、検校尚書右僕射を加えられた。貞元14年（798年）9月己酉、死去した。享年は57。司空の位を追贈された。

## 伝記資料
- 『旧唐書』巻122 列伝第72
- 『新唐書』巻159 列伝第84